# Maschmeijer Aromatics

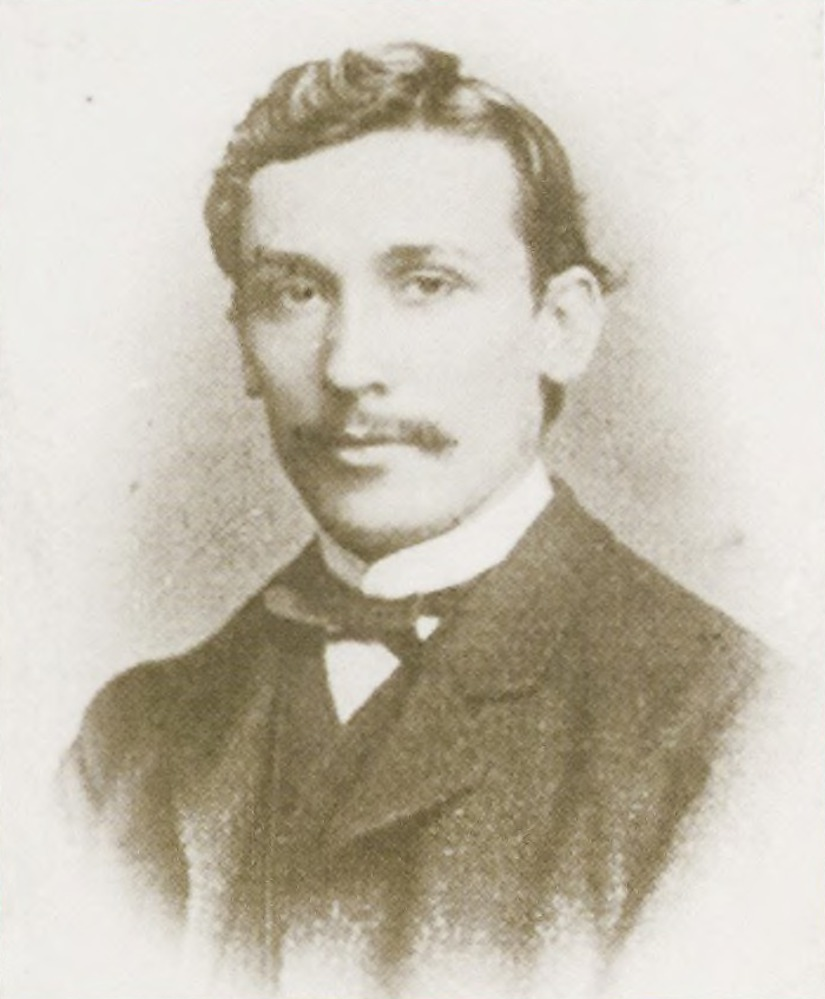
August Maschmeijer Jr. (1878–1936)

Maschmeijer Aromatics (niederländisch: Parfumfabriek A. Maschmeijer) waren eine Duft- und Geschmacksstofffirma, die zwischen 1900 und 1960 in Amsterdam in Betrieb war. Sie handelte sowohl mit Rohstoffen als auch mit Fertigprodukten. Von Anfang an betrieb sie auch Lager in Paris und New York. Später gab es auch Niederlassungen in Köln und Mailand.

## Geschichte
Das Unternehmen wurde 1900 als eine Fabrik für "Produkte der organischen Chemie" gegründet, d. h. Produkte für die Herstellung von Parfums, Toilettenseife, Süßwaren, Import und Export von ätherischen Ölen und Farbstoffen. Der Gründer war der organische Chemiker August Maschmeijer Jr. (1878–1936). Er war an bildender Kunst interessiert und unterstützte unter anderem die Maler Leo Gestel, Piet Wiegman und Dirk Filarski.
Im Jahr 1907 zog die Fabrik in neue Räumlichkeiten in Omval (Amsterdam) um. Im Jahr 1919 beschäftigte das Unternehmen den Parfümeur Carl Schlabs, der eine eigene Linie namens CS Perfumes kreierte. Diese Parfüms wurden vor allem in Indien, Pakistan und dem Nahen Osten populär. Der Firmengründer August Maschmeijer zog 1924 mit seiner Familie nach 'De Zuilenhof' außerhalb von Bergen. 1954 wurde die Rechtsform des Unternehmens von einer in Familienbesitz befindlichen Privatfirma (besloten vennootschap met beperkte aansprakelijkheid) in eine Aktiengesellschaft umgewandelt (naamloze vennootschap).
1960 wurde die Firma von Naarden International Holland BV (Chemische Fabrik Naarden, CFN) übernommen, die später Teil von Quest International wurde. Etwa zur gleichen Zeit wurde in Chennai (Indien) eine neue Firma unter dem Namen Maschmeijer Aromatics (India) Ltd. gegründet. Das niederländische Unternehmen Maschmeijer Aromatics ließ sein technisches Know-how auf das indische Unternehmen übertragen. Sie haben auch die ausschließliche Verwendung ihrer Patentmarke, ihres Designs, ihrer Zertifizierungsmarken, ihrer Verfahren und Produktionsweisen für die Herstellung und den Verkauf dieser Produktion in Indien zugelassen. Die niederländische Gesellschaft brachte 49 % des gezeichneten Kapitals ein und erhielt 49 % der Anteile. Die Überreste der Fabrik in den Niederlanden wurden in den 1990er Jahren abgerissen, während die indische Firma immer noch Duftstoffe und Moschus sowie Aromen insbesondere für die Verwendung in Süßwaren, Pralinen, Milch und verwandten Produkten herstellt.